# Philipp von Mauthner

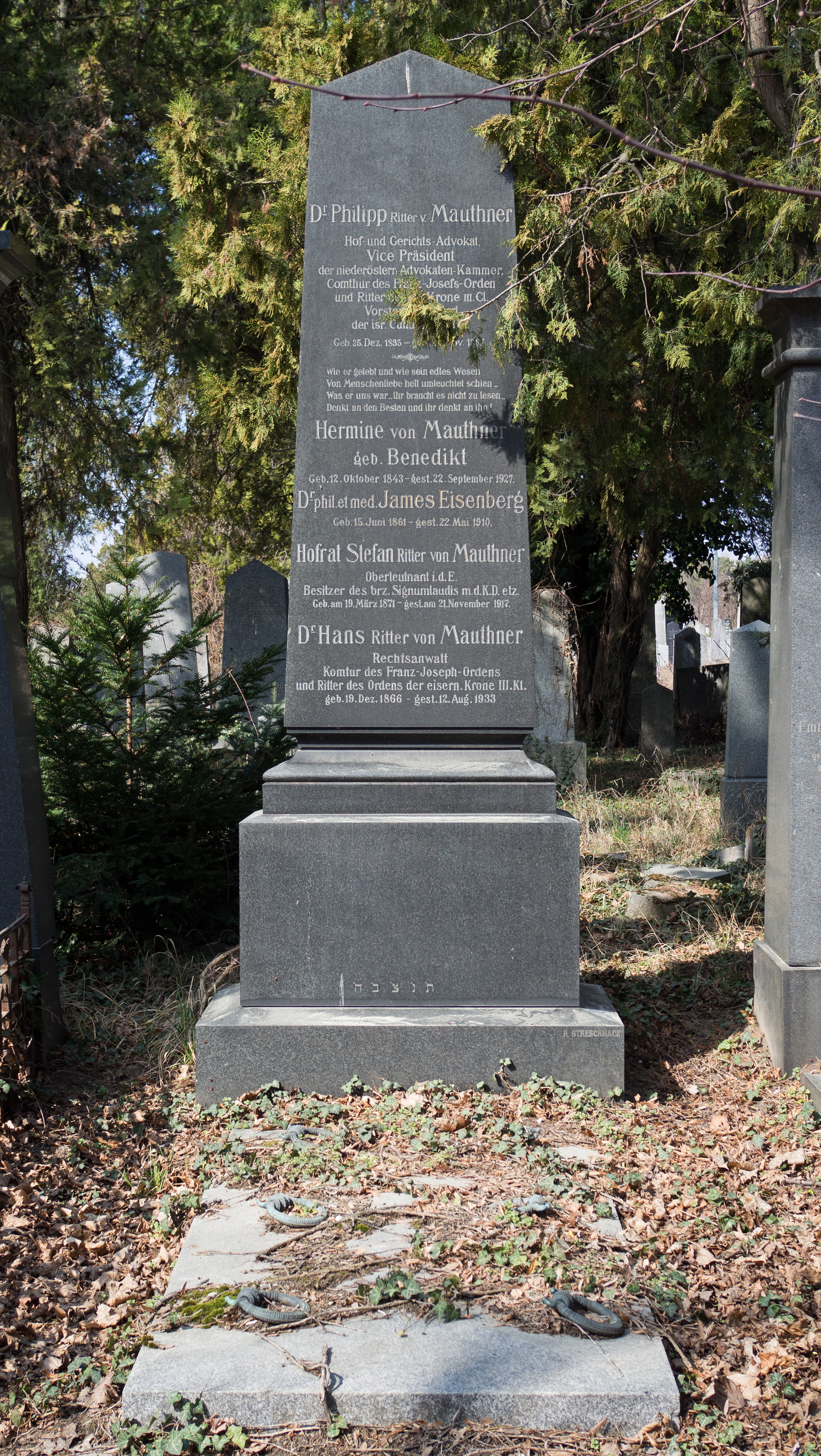
Hrob Filipa Mauthnera a dalších členů rodiny na vídeňském ústředním hřbitově

Philipp rytíř von Mauthner (25. prosince 1835 Praha-Staré Město – 28. listopadu 1887 Vídeň), byl rakouský právník a politik českého původu.

## Život
Narodil se na Starém Městě v Praze. Jeho otcem byl obchodník Israel Isak Mauthner (1800–1857), který pocházel z Hořic.. Roku 1848 se odstěhoval s rodiči do Vídně. V roce 1859 započal studia práv na univerzitě ve Vídni. Roku 1863 složil advokátní zkoušku a v roce 1868 byl jmenován právníkem. V letech 1878-1887 byl v dolnorakouském výboru advokátní komory a poté i viceprezidentem. Mauthner se zasadil zejména o svobodu advokacie a vystoupil vehementně proti omezování počtu autorizovaných advokátů v Rakousku. Byl považován za skvělého obránce u soudu a byl zároveň právníkem v oblasti bankovnictví. Za svůj život obdržel mnoho ocenění a vyznamenání, mimo jiné byl v roce 1887 povýšen do šlechtického stavu. Zemřel ve Vídni 28. listopadu 1887 a byl pohřben ve staré židovské části vídeňského Ústředního hřbitova.
V roce 1866 se oženil s Hermine Benedikt (1843–1927). Měli spolu čtyři děti. Nejstarší syn Hans Mauthner (1866–1933) byl právník vídeňské pobočky rodiny Rothschildů a byl také viceprezidentem banky Creditanstalt.